# Zelanti
En el catolicismo, la expresión Zelanti se ha aplicado a los miembros conservadores del clero y sus seguidores laicos desde el siglo XIII. Sus connotaciones específicas han cambiado con cada nueva aplicación de la palabra. El término latino se aplica a los que muestran celo apostólico. 
En su terminología original del siglo XIII, los zelanti fueron los miembros de la Orden Franciscana que se oponían a cualquier cambio o relajación de la regla formulada por San Francisco de Asís entre 1221 y 1223. Como consecuencia de los severos requerimientos de San Francisco sobre la práctica de la pobreza, sus seguidores se dividieron en dos ramas, los zelanti o espirituales, y los relaxati, conocido más tarde como los conventuales. El origen de los Fraticelli y la causa de su crecimiento dentro y fuera de la Orden Franciscana debe buscarse en la historia de la Zelanti o "espirituales". 
En el siglo XVIII, los zelanti eran los partidarios de los jesuitas en la larga controversia que llevó a la supresión de los jesuitas entre 1767 y 1773. En el cónclave papal de 1774 y 1775, el Colegio cardenalicio se dividió en dos bloques: los Zelanti de la Curia, en favor de los jesuitas; y los políticos, una facción anti-jesuita. Entre los Zelanti fueron los cardenales italianos que se oponían a las influencias seculares en la curia. La segunda incluía a cardenales de las cortes de monarcas católicos. Estos dos bloques no se encontraban de manera homogénea. Los Zelanti se dividieron en las facciones moderada y radical. 
Durante el papado de Pío VII, los Zelanti eran más reaccionarios que los políticos, y se oponían principalmente a los liberales, que tenían la intención de difundir la secularización de Francia a los Estados Pontificios. Los políticos, aunque no eran liberales, eran partidarios de un enfoque más conciliador para hacer frente a los problemas de las nuevas ideologías y la incipiente revolución industrial que se iniciaba en el siglo XIX. Los Zelanti y los moderados se destacaron en el cónclave papal de 1823 y el de 1829.